# 杉紀彦のラジオ村
杉紀彦のラジオ村（すぎのりひこのラジオむら）は、アール・エフ・ラジオ日本で月曜～金曜の5:30～6:30に放送されていた演歌・歌謡曲系ワイド番組。

## 概要
- 放送作家・作詞家の杉紀彦が『ラジオ村・村長』としてパーソナリティを担当。村長の杉とゲスト演歌歌手を交えたトークを中心に新旧の演歌が流され、日替わりの演歌歌手のアシスタントを迎えて番組は進行した。
- 1992年の開始以降、放送回数は4000回以上を重ねるラジオ日本の看板番組の一つとなっていた。
- 当初は毎週月曜日～金曜日までの22:30～24:00の放送だったが、2003年9月29日の放送分から早朝の5:30〜6:30の時間帯に移動し、放送時間も30分短縮された。放送内容もほぼそのまま変更される事は無く、番組は継続する。
- 放送開始から25年間という長きに渡って親しまれて来たラジオ日本の人気番組であったが、2017年3月31日をもって惜しまれつつ放送は終了した。

## 出演者

### パーソナリティ
- 杉紀彦

### アシスタント
- 柳澤純子
- 小沢亜貴子
- 三代目コロムビア・ローズ

基本的にトリプルキャストであり、3人のうちから1人が交互に登場した。出演者については外部リンクの番組サイトにある「番組ゲスト一覧」で確認できる

## 主なコーナー
- 手紙集（月、木、金曜日）
- ラジオ村名曲集（火曜日）
- 田川寿美 華の歌（火曜日）
- 我が青春譜（水曜日）
- フライデートーク（金曜日）